# Santa Cruz Mixtepec
Santa Cruz Mixtepec è un comune del Messico, situato nello stato di Oaxaca.